# Pustossiólov
Pustossiólov - Пустосёлов (rus) - és un khútor de la República d'Adiguèsia, a Rússia. Es troba a 12 km a l'est de Krasnogvardéiskoie i a 66 km al nord-oest de Maikop, la capital de la república.
Pertany al municipi de Iélenovskoie.